# DCコミックス・ボムシェルズ
『DCコミックス・ボムシェルズ』(英: DC Comics Bombshells)はDCコミックスの女性キャラクターを原作としたコンセプト・スタチュー、スピンオフ漫画作品、およびメディアミックス作品群の名称。キャラクターは1940年代のピンナップガールやディーゼルパンク調にアレンジされている。

## 概要
2013年から、フィギュアメーカー「DCコレクティブルズ」からアント・ルチア (Ant Lucia) がデザインするシリーズが販売されている。
2015年7月から、マルグリート・ベネット (Marguerite Bennett) によるコミックが刊行されている。

## 登場人物
バットウーマン
本名：キャサリン・ケイン。スペイン内戦に参加後、ゴッサム・シティで自警活動を開始する。後にアマンダ・ウォーラーに勧誘され「ボムシェルズ」に参加。
ワンダーウーマン
本名：ダイアナ・オブ・セミッシラ。
バットガール
本名：バーバラ・グルドン。フランスの小さな町の警察官の娘として生まれる。若くして航空技術を学び、フランス空軍へ参加。
スーパーガール
本名：カーラ・スタリコフ。惑星クリプトンからロシアへ飛来、イパーチー・デューギンとワルワーラ・デューギナーの夫婦に育てられる。その後はソ連空軍へ参加。
スターガール
本名：コートニー・デューギノヴァ。イギリス貴族のサミュエル・ホイットモアからロシアへ養子として託され、カーラと共に育てられる。その後はソ連空軍へ参加。
ザターナ
本名：ザターナ・ザターラ。
ザ・クエスチョン
本名：レニー・モントーヤ。キャサリン・ケイン（バットウーマン）と共にスペイン内戦に参加。当時キャサリンとは恋人関係にあった。
キャットウーマン
本名：セリーナ・ディガッティ。
ロイス・レイン
本名：エロイザ・レイン。

## 書誌情報
| タイトル                                       | 発売日       | ISBN           | Kindle          |
| ---------------------------------------------- | ------------ | -------------- | --------------- |
| DC Comics: Bombshells Vol.1: Enlisted          | 2016年3月2日 | 978-1401261320 | ASIN B01AIXM858 |
| DC Comics: Bombshells Vol.2: Allies            | 2016年7月    | 978-1401264482 | ASIN B01GKGB4R0 |
| DC Comics: Bombshells Vol.3: Uprising          | 2017年3月    | 978-1401268770 | ASIN B06WVFH9Y8 |
| DC Comics: Bombshells Vol.4: Queens            | 2017年6月    | 978-1401274078 | ASIN B072M39PPS |
| DC Comics: Bombshells Vol.5: Death of Illusion | 2017年10月   | 978-1401276034 | ASIN B075WZCVC6 |
| DC Comics: Bombshells Vol.6: War Stories       | 2018年4月    | 978-1401276027 | ASIN B07BDQ6SGM |